# Poecilia vivipara
Poecilia vivipara là một loài cá nước ngọt thuộc chi Poecilia trong họ Cá khổng tước. Loài này được mô tả lần đầu tiên vào năm 1801.

## Phân bố và môi trường sống
P. vivipara có phạm vi phân bố rộng rãi. Chúng được tìm thấy từ đồng bằng sông Orinoco (Venezuela) đến Uruguay. Loài cá này có khả năng đã được đưa đến Puerto Rico và đảo Martinique, đều là những hòn đảo đại dương ở biển Caribe.
Người ta cho rằng, P. vivipara đã được đem đến quần đảo Fernando de Noronha (Brazil) để kiểm soát bọ gậy trong quá trình lắp đặt căn cứ quân sự Thế chiến thứ Hai ở nơi đây. Tuy nhiên, không có nghiên cứu nào chứng minh P. vivipara thực sự là một loài được giới thiệu hay là một loài bản địa ở khu vực này, và do đó, phạm vi phân bố đầy đủ của loài này vẫn chưa được biết rõ.

## Mô tả
Mẫu vật lớn nhất của P. vivipara có chiều dài cơ thể được ghi nhận là gần 7,8 cm, thuộc về một cá thể mái.